# Винтуанские языки

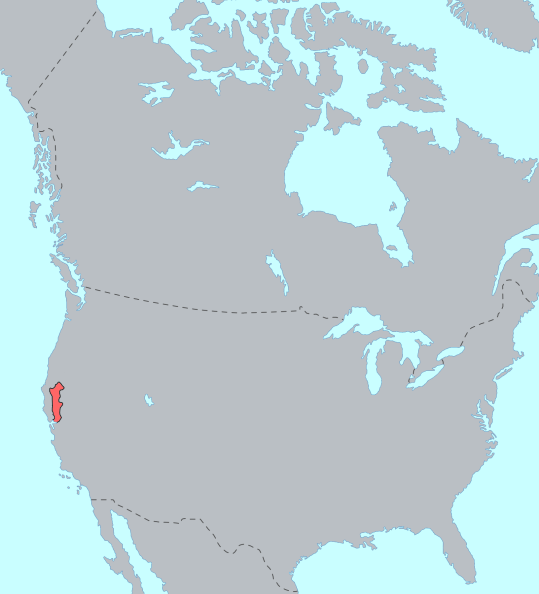
распространение языков винту до прихода европейцев

Языки винту, или винтуанские, или винтунские, или копех(ан)ские языки — семья индейских языков Северной Америки. Распространены в долине Сакраменто в северной Калифорнии. Все языки данной семьи находятся либо на грани полного исчезновения либо уже за этой гранью.

## Состав
В состав семьи входят 4 языка:
I. Северная ветвь
1. Винту (?)
2. Номлаки (†) (или центральный винту)
II. Южная ветвь
3. Патвин (†)
4. Южный патвин (†)
У языка винту осталось только 5 живых носителя. На языке номлаки, возможно, уже никто не говорит. По состоянию на 1997 г. оставался один живой носитель языка патвин. южный патвин исчез вскоре после контакта с белыми, об этом языке мало известно (Mithun 1999). Гордон (Gordon, 2005) насчитывал от 2 до 6 живых носителей всех языков семьи винту. Собственно винту — наиболее документированный из всех языков данной семьи, потому и дал ей название.
Питкин (Pitkin, 1984) считает, что языки винту так же близки друг к другу, как романские языки. Распад семьи, по его мнению, произошёл около 2000 лет тому назад, на рубеже н. э.
Языки винту, по одной из гипотез, относились к «калифорнийскому ядру» гипотетической пенутийской макросемьи, предложенной Роландом Диксоном и Альфредом Крёбером.